# Henning Claussen
Henning Claussen (* um 1590 vermutlich in Heide; † nach 1656 vermutlich in Neuenkirchen) wirkte im 17. Jahrhundert als Bildhauer in Schleswig-Holstein.

## Leben und Wirken

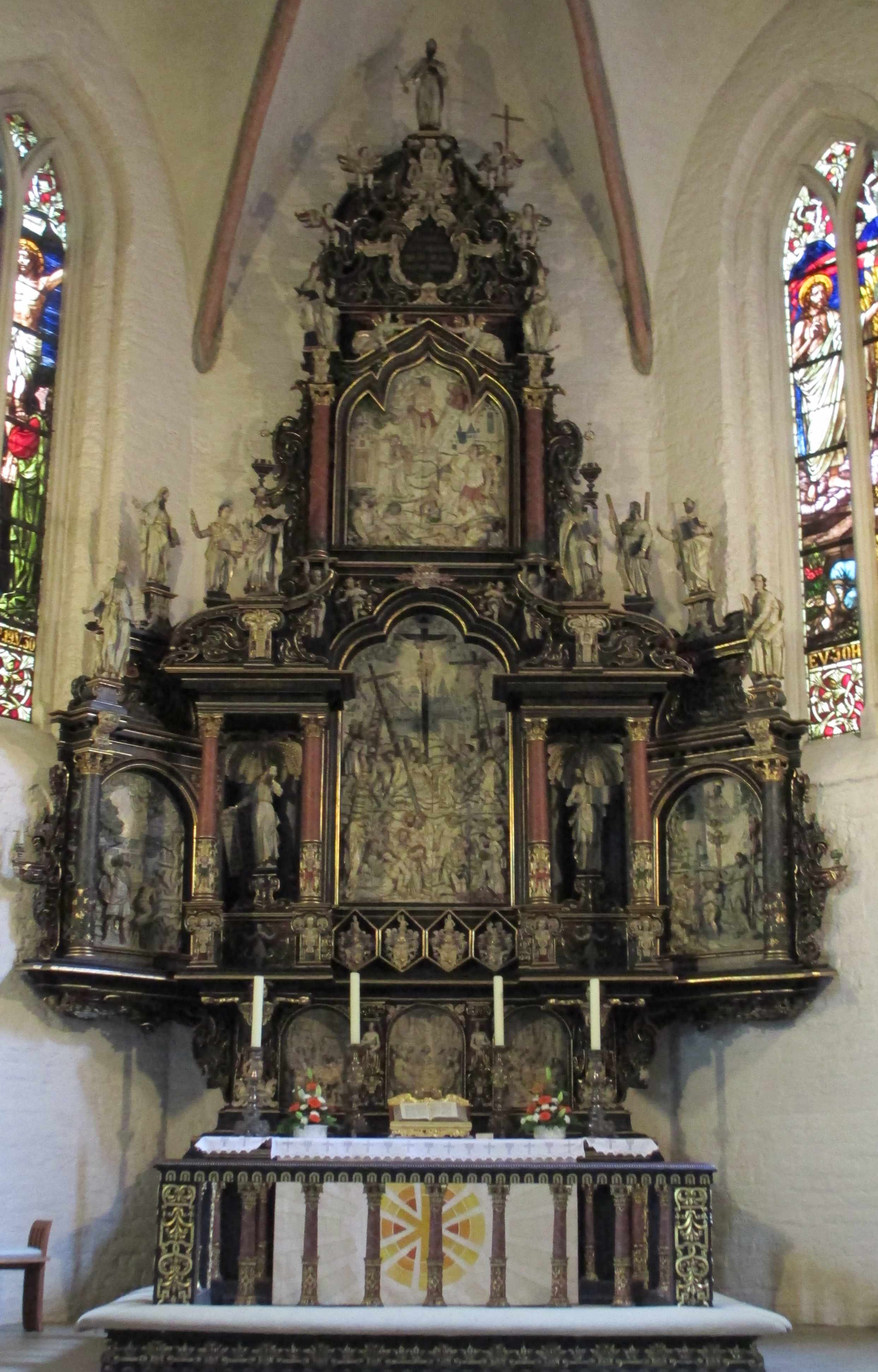
Altar in der Rendsburger Marienkirche

Claussens Eltern sind nicht dokumentiert. Er selbst zeugte gemäß Belegen einen Sohn mit einer Frau unbekannten Namens. 
Kunsthistoriker erkannten in ihm erst spät einen wichtigen Bildhauer Schleswig-Holsteins. Insbesondere Karl Stork schrieb mehrere Arbeiten von bis dahin namentlich unbekannten Bildhauern wie die Kanzel der St.-Secundus-Kirche in Hennstedt in Dithmarschen und, im Auftrag von Elisabeth Beling, den Altar der Rendsburger Marienkirche Johann Hennings zu. Wilhelm Johnsen wies als erster darauf hin, dass Storks Argumentation und Beweisführung ausschließlich auf Rechnungen der Kirche von Hennstedt basierten. Diese erwähnen „einen M[eister] Henning Bildthawern“, mit dem höchstwahrscheinlich der hier beschriebenen Henning Claussen gemeint ist, der in Neuenkirchen lebte. Johnsen führte auch den Nachweis, dass Claussen zu der Zeit eine Werkstatt in Rendsburg unterhielt, in der der Hennstedter Altar entstand. Danach übernahmen Forscher diese Meinung und schrieben den Altar Claussen zu.
Erste Werke Hennings’ datieren auf das Jahr 1626. Pastor Chr. Wigbert aus Neuenkirchen beauftragte einen „Henning Bildhauer“, ein Taufbecken für die Kirche in Lunden zu erstellen, das heute nicht mehr existiert. Bei der Auftragsvergabe muss Hennings schon einen Meistertitel gehabt haben. Von 1635 bis 1638 ist Hennings mit dem gesamten Namen in den Steuerlisten von Neuenkirchen zu finden. Gerichtsprotokolle aus Meldorf nennen 1650 und 1652 einen „Henning Claußen, Bildhauwer zu Rendsburg“. Die bereits genannten Rechnungen der Kirche aus Hennstedt erwähnen 1650/51 einen „Henning Bildthawer“. Dieser arbeitete an der Kanzel der Kirche und bezog Eisenteile „in Rendßburrgk“. Daraus ist zu schließen, dass er mit seiner Werkstatt nach Rendsburg zog, während er am Altar der Kirche arbeitete. 
1654 ging beim Landesherrn, dem Herzog von Schleswig-Holstein-Gottorf eine Klage gegen Claussen ein. In diesem Jahr wohnte er wieder in Neuenkirchen. Im Jahr darauf schuf ein „Meister Henning der Bildthawer“ gemäß Rechnungen der Kirche von Süderhastedt einen Taufdeckel für die Laurentius-Kirche. Belege, die über diesen Zeitraum hinausreichen, existieren nicht. Als letztes Werk, das ihm zugeordnet wird, gilt ein Epitaph aus dem Jahr 1656 in Flensburg.

## Werke
Hennings Hauptwerk stellt der Altar der Rendsburger Marienkirche dar. Hinzu kommen zahlreiche Epitaphien, Taufen, u. a. in der Kirche in Hemme, und weitere Ausstattungsgegenstände von Kirchen. Der Künstler arbeitete im gemäßigten Manierismus. Die Altäre und Epitaphien errichtete er nach einer strengen architektonischen Gliederung, fügte jedoch reiche Ornamente hinzu, die er im Ohrmuschel- oder Knorpelstil gestaltete.